# Піогенна гранульома
Піоге́нна гранульо́ма (синоніми — ботріомікома, капілярна гемангіома лобулярного підтипу) —  первинна патологія ротової порожнини, яка виявляється гіперплазією місцевої тканин, спричиненою тривалим подразненням, фізичною травмою чи гормональними чинниками. Вона часто втягує в процес шкіру обличчя і носову перегородку, іноді піогенна гранульома може виявлятися далеко поза межами ротової порожнин, наприклад — на стегні.

## Історія і термінологія
Піогенна гранульома була вперше описана в 1897 році двома французькими хірургами, Понсе (фр. Poncet) і Дор (фр. Dor), які назвали цю патологію otyomycosis hominis. Термін Піогенна гранульома, який застосовується для її визначення, є сутнісно хибним, позаяк ця патологія ані не є істинною гранульомою, ані не супроводжується утворенням гною . Насправді ця гранульома є капілярною гемангіомою лобулярного підтипу, яка чомусь найчастіше схильна до розвитку кровотеч.

## Клінічні особливості
Піогенна гранульома, як правило, має колір у діапазоні від червоного (рожевого) до фіолетового, гладку або дольчасту поверхню. У молодому віці вона має колір, ближчий до червоного, що пов'язане з наявністю великої кількості кровоносних судин. Зрілі ураження набувають рожевого кольору. Розмір піогенної гранульоми варіює від декількох міліметрів до кількох сантиметрів. Вона може бути болючою, особливо якщо розташовується в ділянках тіла, де постійно травмується. Піогенні гранульоми можуть рости швидко і часто безпричинно кровоточити.
Макроскопово піогенна гранульома не відрізняється від гранульом іншого генезу, розташованих в інших частинах тіла. Мікроскопово в ній виявляється багата на судини грануляційна тканина та ознаки запалення. При тривалому існування можна виявити фібринозне запалення і виразкування.

## Епідеміологія
Піогенна гранульома найчастіше виявляється у дітей і молодих осіб, частіше у жінок, ніж у чоловіків. У вагітних жінок, найбільш ймовірно це ураження виникає в першому триместрі вагітності, частота його виникнення зростає до сьомого місяця вагітності. Іноді піогенна гранульома у вагітних може розташовуватися на передній частині носової перегородки і буди джерелом частих носових кровотеч.
Піогенна гранульома типово локалізується на яснах (75% випадків), частіше на верхній щелепі. Передні відділи уражаються частіше, ніж задні. Іншими ймовірними ділянками розташування гранульоми є губи, язик, зовнішня і внутрішня поверхня щік. Дуже рідко ця патологія може утворюватися на кон'юнктиві, рогівці або сполучній тканині ока.
До чинників, які провокують розвиток піогенної гранульоми, належать незадовільна гігієна порожнини рота і травми. В одному з досліджень була стверджена кореляція між піогенною гранульомою і мікробним чинником (Bartonella), яка, однак, була поставлена під сумнів іншими дослідниками.

## Лікування
Існує правило, не лікувати піогенні гранульоми у вагітних, позаяк вони можуть самостійно пройти після завершення вагітності. Єдиними показаннями до операції чи припікання є періодичні ротові чи носові кровотечі або естетична заклопотаність пацієнта. В більшості випадків піогенних гранульом достатніми лікувальними заходами є консервативна терапія та усунення ймовірних причин виникнення (напр. — уникнення травмування, усунення зубного каменю).

## Галерея

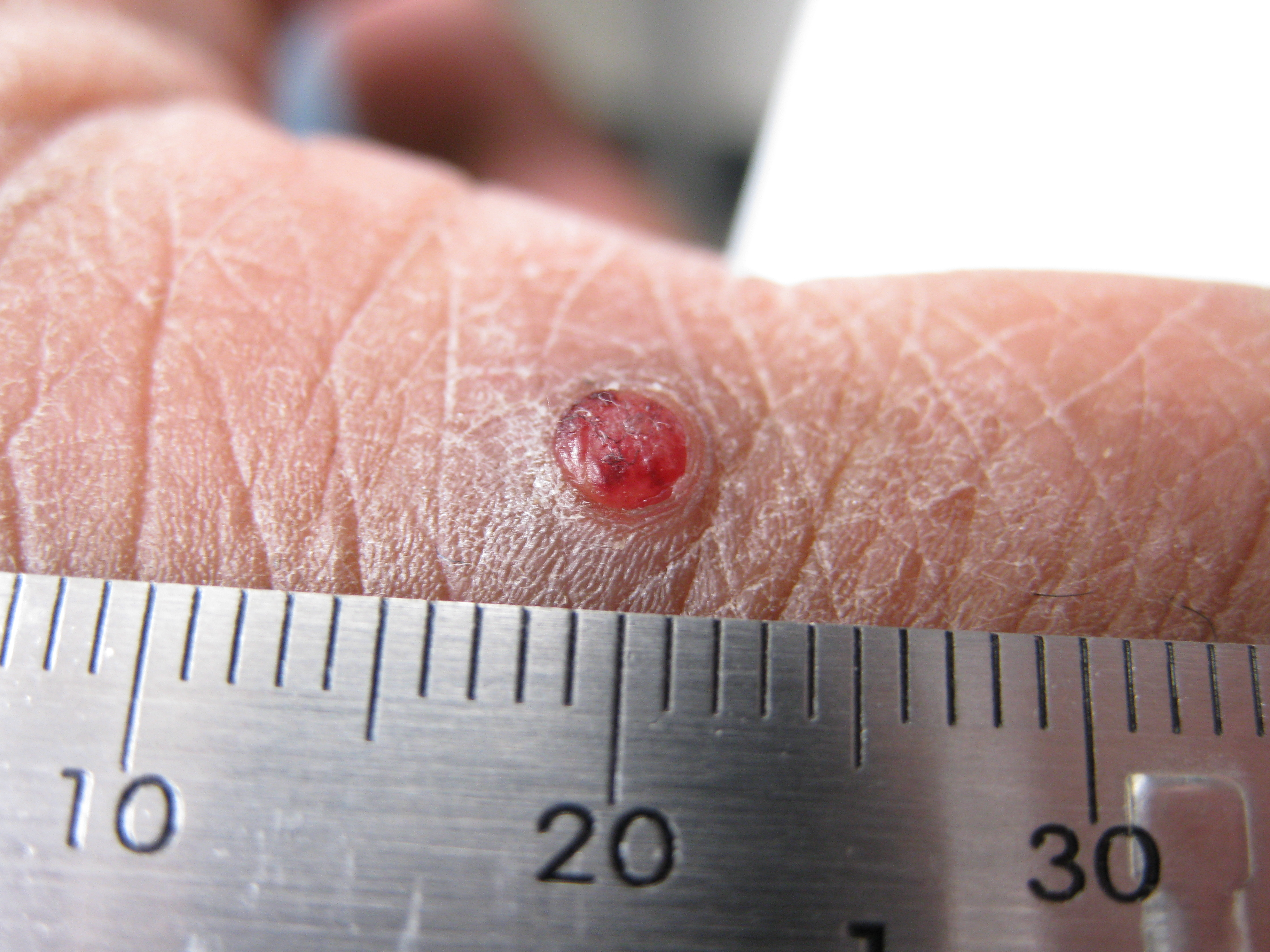
Піогенна гранульома пальця
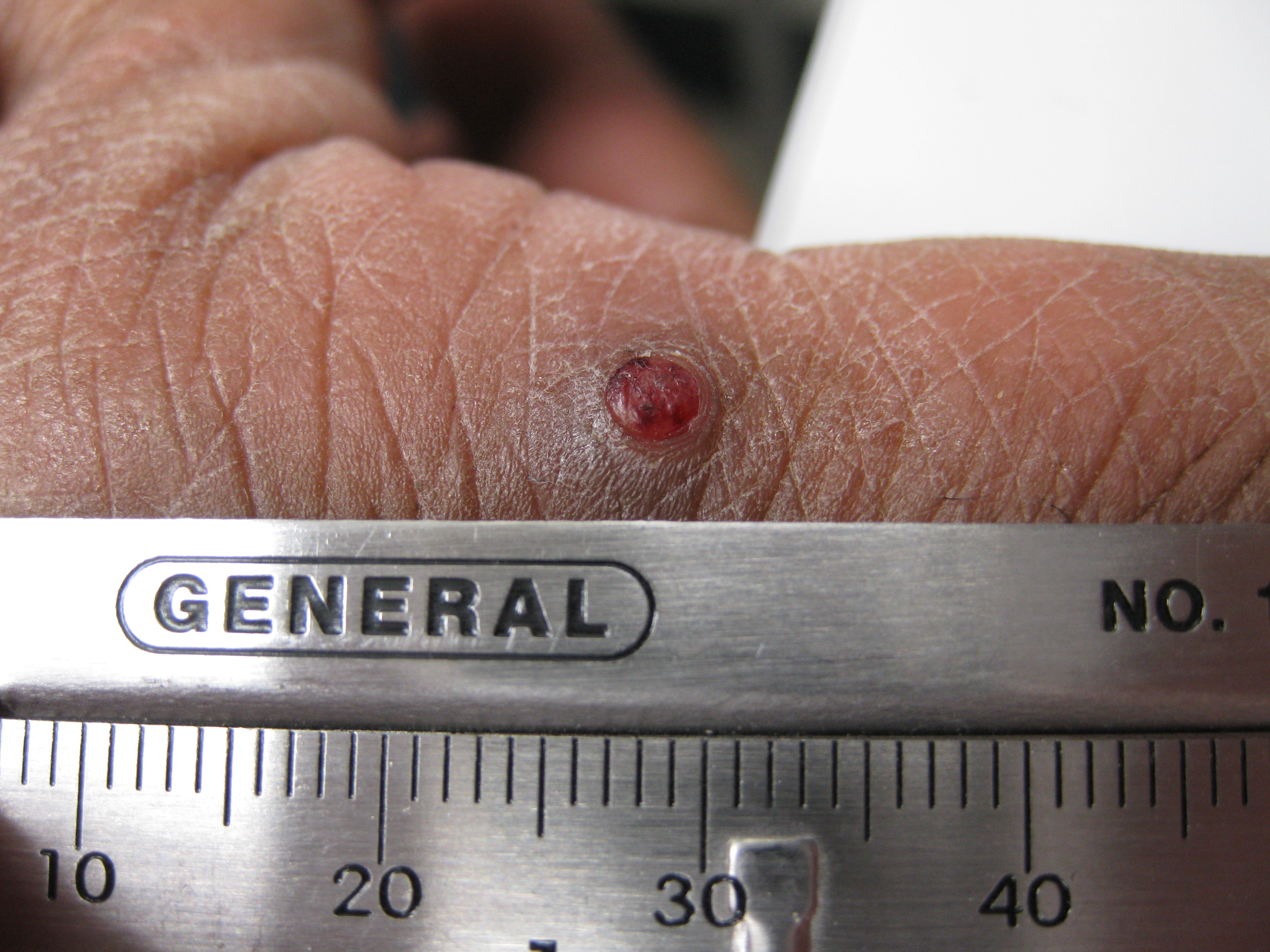
Піогенна гранульома пальця
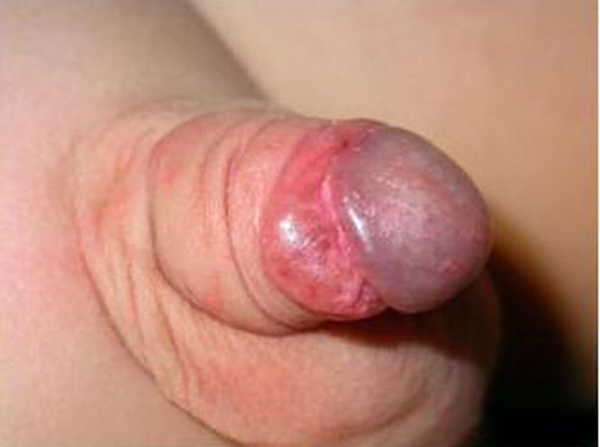
Множинні піогенні гранульоми статевого члена
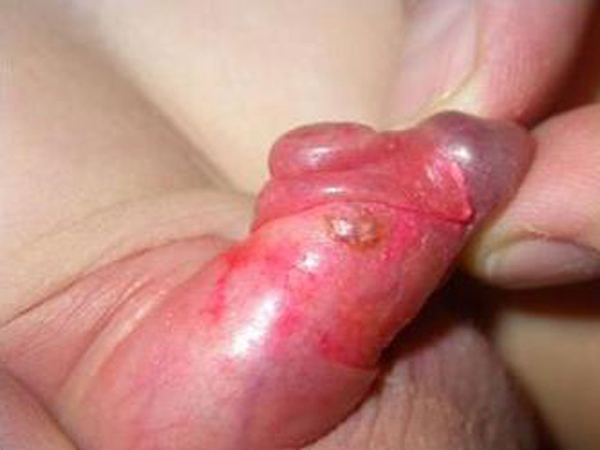
Множинні піогенні гранульоми статевого члена
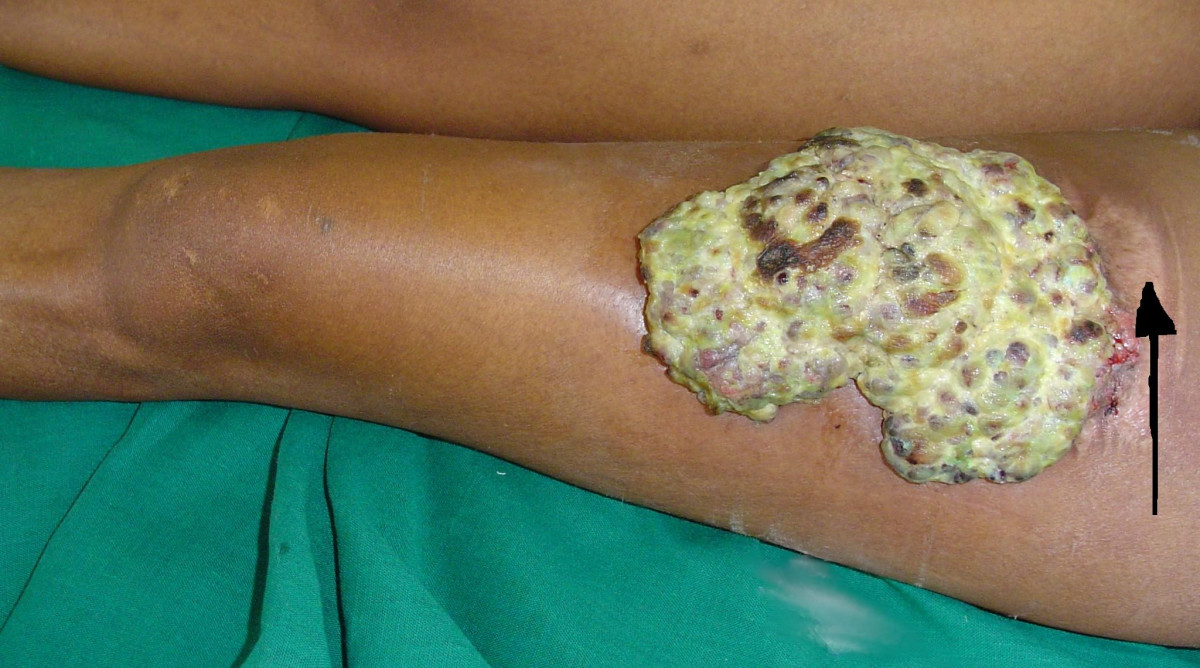
Гігантська піогенна гранульома стегна
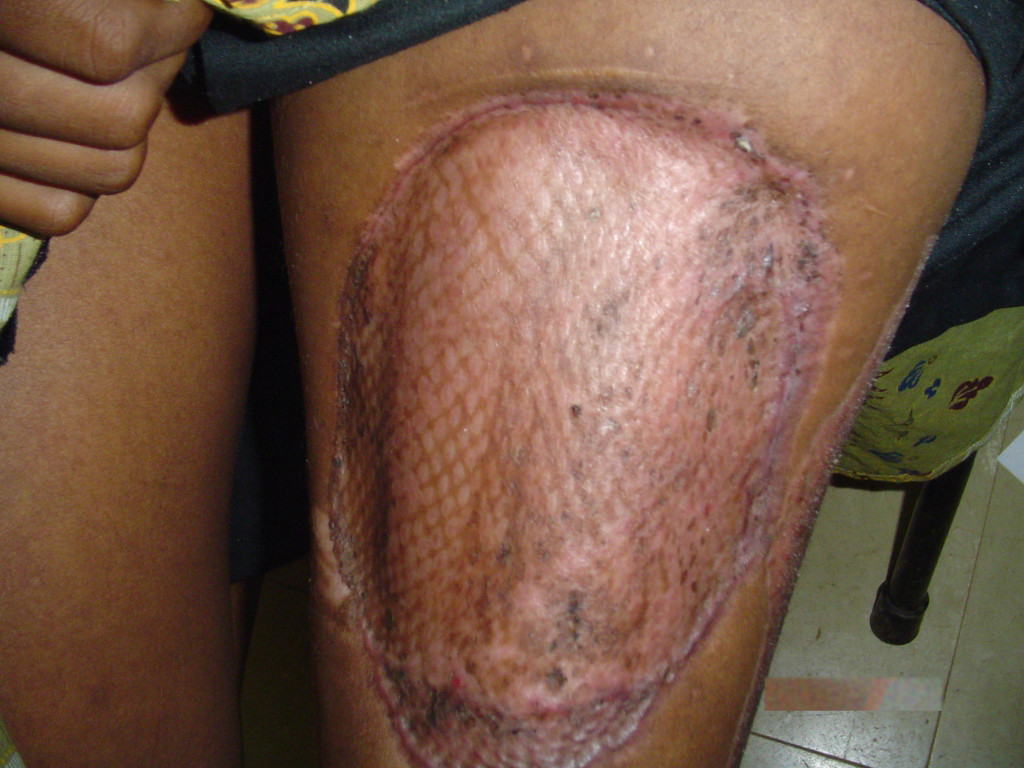
Гігантська піогенна гранульома стегна: вигляд після операції
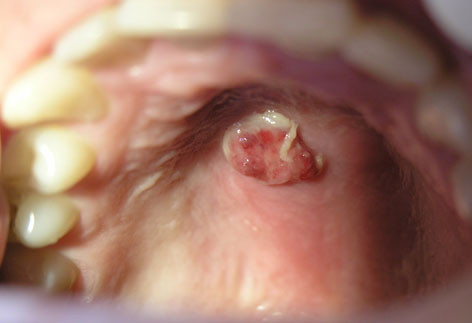
Піогенна гранульома піднебіння